# Kajtoniowce
Kajtoniowce (Caytoniales) – wymarły rząd paproci nasiennych, najstarsze znaleziska pochodzą z triasu, a najmłodsze z kredy.  